# Sunny Passion
Sunny Passion（日语：／），簡稱『Sanipa（サニパ）』，中文又稱烈日情热，為動畫《Love Live! Superstar!!》中登場的雙人學園偶像團體及聲優組合。目前現實中只有以客串來賓的方式出現在Liella!的生放送、演唱會或其他活動中，還尚未正式出道。

## 介紹
Sunny Passion 為《Love Live! Superstar!!》系列作中登場的學園偶像團體，由來自神津女子高等學校的二人組成。
動畫設定中唐可可是因受到Sunny Passion的影響才成為學園偶像。另外動畫中設定Liella!與Sunny Passion互為比賽上的對手。
在現實中，Sunny Passion所屬的唱片公司同樣為Lantis。
另外，官方將3月28日為代表Sunny Passion的『Sanipa之日（サニパの日）』。
2023年9月29日，官方宣佈Love Live!系列將在2024年3月9日及10日在K-Arena 橫濱舉辦與甲子園聯動的小隊演唱會，Sunny Passion亦做為出席成員參加此演唱會。

## 成員
- Sunny Passion由以下2名成員構成。
- 目前官方關於Sunny Passion的設定資料一開始只有姓名與聲優，後續追加了部份[註 3]的設定，但其他資料還是未知。

### 基本資料
- 以下2角色按順序排列介紹。

| 角色名稱 | 角色名稱 | 角色名稱        | 聲優          | 身高   | 生日    | 星座   | 代表色 | 印象標誌 |
| 中文     | 日文     | 英文            | 聲優          | 身高   | 生日    | 星座   | 代表色 | 印象標誌 |
| -------- | -------- | --------------- | ------------- | ------ | ------- | ------ | ------ | -------- |
| 柊摩央   |          | HIIRAGI MAO     | 结木由奈 （結木ゆな） | 169 cm | 12 / 02 | 射手座 | 酒紅色 | 月亮     |
| 聖澤悠奈 |          | HIJIRISAWA YUNA | 吉武千颯 （吉武千颯） | 159 cm | 08 / 11 | 獅子座 | 金色   | 太陽     |

## 音樂作品

### 动画相关
| #      | 發售日       | 名稱          | 最高位 | 販賣形式 | 販賣生産號 | 形態   |
| 第一季 | 第一季       | 第一季        | 第一季 | 第一季   | 第一季     | 第一季 |
| ------ | ------------ | ------------- | ------ | -------- | ---------- | ------ |
| 插入曲 | 2022年2月2日 | HOT PASSION!! | 6位    | CD       | LACM-24240 | CD盤   |

## 演唱會
Love Live! Superstar!! Liella! First LoveLive! Tour ～Starlines～（ラブライブ！スーパースター!! Liella! First LoveLive! Tour ～Starlines～）
于2022年1月15日和16日在TOKYO GARDEN THEATER举办的場次中作为嘉宾出演。
Love Live! Superstar!! Liella! 2nd LoveLive! ～What a Wonderful Dream!!～（ラブライブ！スーパースター!! Liella! 2nd LoveLive! ～What a Wonderful Dream!!～）
於2022年3月12日和13日在PIA ARENA MM、2022年4月2日和3日在日本GASHI大廳舉辦场次中作为嘉宾出演。